# Anolis juangundlachi
Anolis juangundlachi – gatunek krytycznie zagrożonej wyginięciem kubańskiej jaszczurki z rodziny Anolidae.

## Systematyka
Zwierzę zalicza się do rodzaju Anolis, klasyfikowanego obecnie w monotypowej rodzinie Anolidae. W przeszłości rodzaj ten zaliczany był do licznej w gatunki rodziny legwanowatych (Iguanidae).

## Rozmieszczenie geograficzne
Opisywany przedstawiciel kladu Iguania jest gatunkiem endemicznym, spotykanym jedynie w lokalizacji typowej – Finca Ceres w kubańskiej prowincji Matanzas. Szacowany zasięg występowania tej jaszczurki jest bardzo mały – obejmuje jedynie 70 km².

## Siedlisko
Zauropsyd ten jest mezofilem. Spotyka się go w trawach w pobliżu lasów galeriowych.

## Zagrożenia i ochrona
W Czerwonej księdze gatunków zagrożonych IUCN Anolis juangundlachi jest klasyfikowany jako gatunek krytycznie zagrożony (CR, ang. Critically Endangered).
Wedle cytowanego przez IUCN Rodriguez-Schettinio (1999) jeszcze w 1982 jaszczurki te były liczne, jednakże ich liczebność zmniejszyła się znacznie na skutek przejścia huraganu Lili w 1996. Od tego czasu stanowią rzadkość.
Gatunek ten jest zagrożony utratą i degradacją siedlisk spowodowaną rolnictwem i budową domów, a dodatkowo sytuację pogarszają klęski żywiołowe, takie jak huragany. Mimo statusu krytycznie zagrożonego wyginięciem nie są podejmowane żadne bezpośrednie działania w celu uratowania gatunku.